# Borderlands (série de jeux vidéo)
Pour les articles homonymes, voir Borderland.
Pour le jeu vidéo de 2009, voir Borderlands (jeu vidéo).
Borderlands est une série de jeux vidéo à la première personne (FPS) développée par Gearbox Software et éditée par 2K Games. Le premier opus éponyme est sorti en octobre 2009. La suite, Borderlands 2, est sortie en septembre 2012. En octobre 2014 sort Borderlands: The Pre-Sequel!, un opus situé chronologiquement entre les deux autres et développé par 2K Australia, lequel a depuis fermé.
En novembre 2015, Telltale Games annonce développer une série de jeux en pointer-et-cliquer dans l'univers Borderlands, en format épisodique. Par ailleurs, le président de Gearbox Software a confirmé qu'un autre opus de la série était en développement.
Borderlands 3 sort en 2019. Une adaptation cinématographique est sortie le 7 août 2024. Borderlands 4 est prévu pour 2025.

## Trame générale
Sur une planète nommée Pandore, dont l'univers Far-West / steampunk rappelle celui de Mad Max, des légendes parlent des "Arches", de gigantesques constructions spatiales extraterrestres renfermant trésors, armes et technologies interdites. Cela conduit à la naissance des "Chasseurs de l'Arche", aventuriers en quête desdits trésors. L'univers du jeu est régi par de puissantes organisations telles qu'Hypérion.

## Système de jeu
En dehors de la série Tales from the Borderlands, développée dans l'esprit pointer-et-cliquer de Telltale Games, les opus de la saga sont des FPS avec des notions de RPG et de hack 'n' slash. En plus de la trame principale, de nombreuses quêtes annexes sont disponibles dans tout le jeu.
Le joueur a la possibilité de faire évoluer son personnage via un système de niveaux et de compétences, et aussi de lui attribuer de l'équipement.

## Jeux
| 2009 | Borderlands                          |
| 2010 |                                      |
| 2011 |                                      |
| 2012 | Borderlands 2                        |
| 2013 |                                      |
| 2014 | Borderlands: The Pre-Sequel!         |
| 2014 | Tales from the Borderlands           |
| 2015 | Borderlands: The Handsome Collection |
| 2016 |                                      |
| 2017 |                                      |
| 2018 |                                      |
| 2019 | Borderlands 3                        |
| 2020 | Borderlands Legendary Collection     |
| 2021 |                                      |
| 2022 | Tiny Tina's Wonderlands              |
| 2022 | New Tales from the Borderlands       |
| 2023 |                                      |
| 2024 |                                      |
| 2025 | Borderlands 4                        |

| Jeu                                  | Plateforme                                            | Date de sortie    | DLC |
| ------------------------------------ | ----------------------------------------------------- | ----------------- | --- |
| Borderlands                          | PC PS3 Xbox 360                                       | 20 octobre 2009   | The Zombie Island of Dr. Ned Mad Moxxi's Underdome Riot The Secret Armory of General Knoxx Claptrap's New Robot Revolution |
| Borderlands 2                        | PC PS3 PS Vita Xbox 360                               | 21 septembre 2012 | Captain Scarlett and her Pirate's Booty Psycho Pack Collector's Edition Pack Creature Slaughterdome Mechromancer Pack Mr. Torgue’s Campaign of Carnage Sir Hammerlock’s Big Game Hunt Tiny Tina's Assault on Dragon Keep Commander Lilith & the Fight for Sanctuary |
| Borderlands: The Pre-Sequel          | PC PS3 Xbox 360                                       | 17 octobre 2014   | Lady Hammerlock The Baroness Pack The Holodome Onslaught Handsome Jack Doppelganger Pack Clapastic Voyage & UVHUP2 |
| Tales from the Borderlands           | PC PS3 PS4 Xbox 360 Xbox One                          | 25 novembre 2014  | Épisode 1 Épisode 2 Épisode 3 Épisode 4 Épisode 5 |
| Borderlands: The Handsome Collection | PC PS4 Xbox One                                       | 27 mars 2015      | Inclut Borderlands 2 et Borderlands The Pre-Sequel avec tous leurs DLC |
| Borderlands 3                        | PC PS4 Xbox One                                       | 13 septembre 2019 | Moxxi's Heist of the Handsome Jackpot Guns, Love, and Tentacles Bounty of Blood Psycho Krieg and the Fantastic Fustercluck |
| Borderlands Legendary Collection     | Nintendo Switch PS4 (version dématérialisée PS Store) | 29 mai 2020       | Inclut Borderlands, Borderlands 2 et Borderlands The Pre-Sequel avec tous leurs DLC |
| Tiny Tina's Wonderlands              | PC PS4 PS5 Xbox One Xbox Series                       | 25 mars 2022      | |
| New Tales from the Borderlands       | PC PS4 PS5 Xbox One Xbox Series                       | 21 octobre 2022   | |
| Borderlands 4                        | PC PS5 Xbox Series                                    | 2025              | |

## Adaptation
En avril 2021 débute le tournage de l'adaptation cinématographique, Borderlands. Réalisé par Eli Roth, le film devait sortir en 2022, mais certaines scènes devant être retournées, la sortie est repoussée jusqu'en 2024. Le film est sorti le 7 août 2024. 